# Стердынь (гмина)
Стердынь (пол. Sterdyń) — сельская гмина (волость) в Польше, входит как административная единица в Соколувский повет, Мазовецкое воеводство. Население — 4596 человек (на 2004 год).

## Демография
| Перепись                       | Всего   | Всего | Женщины | Женщины | Мужчины | Мужчины |
| ------------------------------ | ------- | ----- | ------- | ------- | ------- | ------- |
| Единицы                        | человек | %     | человек | %       | человек | %       |
| Население                      | 4596    | 100   | 2288    | 49,8    | 2308    | 50,2    |
| Плотность населения (чел./км²) | 35,3    | 35,3  | 17,6    | 17,6    | 17,7    | 17,7    |

## Сельские округа
1. Бялобжеги
2. Хондзынь
3. Дзенчолы-Ближше
4. Дзенчолы-Дальше
5. Дзенчолы-Колёнья
6. Голянки
7. Гронды
8. Каменьчик
9. Келпинец
10. Колёнья-Падеревек
11. Кучабы
12. Лебедзе
13. Лебедзе-Колёнья
14. Лазув
15. Лазувек
16. Матейки
17. Нове-Мурсы
18. Новы-Ратынец
19. Падеревек
20. Паулинув
21. Серочин
22. Серочин-Колёнья
23. Северынувка
24. Старе-Мурсы
25. Стары-Ратынец
26. Стелёнги
27. Стелёнги-Колёнья
28. Стердынь
29. Швейки
30. Залесь

## Поселения
1. Борки
2. Домбрувка
3. Дворске
4. Гране
5. Кезе
6. Колёнья-Дзенчолы-Дальше
7. Колёнья-Грондовска
8. Колёнья-Каменьчиковска
9. Колёнья-Пеньки
10. Колёнья-под-Северынувкон
11. Комарник
12. Кулко
13. Кучабы-Колёнья
14. Людвинув
15. Млынаже
16. Мосты
17. На-Долах
18. Нове-Мурсы-Колёнья
19. Пацеев
20. Падерев
21. Пеленгосовизна
22. Старе-Мурсы-Колёнья
23. Стары-Ратынец-Колёнья
24. Стердынь-Осада
25. Шмулёвизна
26. Вильчи-Борек
27. Загад
28. Залесь-Колёнья

## Соседние гмины
1. Гмина Церанув
2. Гмина Цехановец
3. Гмина Яблонна-Ляцка
4. Гмина Косув-Ляцки
5. Гмина Нур
6. Гмина Сабне

## Известные уроженцы
- Кур, Станислав (род. 1929) — священник, библеист.